# Gribiche
Pour l’article ayant un titre homophone, voir sauce gribiche.
Pour plus de détails, voir Fiche technique et Distribution.
Gribiche est un film muet français de Jacques Feyder, adapté de la nouvelle de Frédéric Boutet, et sorti en 1926.

## Synopsis
Au magasin des Trois-Quartiers, une femme richissime perd son porte-monnaie. Gribiche, venu faire une course pour sa mère, jeune veuve de guerre, aperçoit le porte-monnaie au moment où la femme le laisse tomber. Il lui court après pour le lui rendre, et fait ainsi la connaissance de cette femme qui désire adopter un enfant et lui donner une parfaite éducation.

## Fiche technique
- Réalisation : Jacques Feyder
- Assistants réalisateurs : Henri Chomette et Charles Barrois
- Scénaristes : Frédéric Boutet (nouvelle), Jacques Feyder
- Producteur : Alexandre Kamenka
- Société de Production : Films Albatros
- Directeurs de la photographie : Maurice Desfassiaux, Maurice Forster
- Décorateur : Lazare Meerson
- Pays :  France
- Format : Muet - Noir et blanc - 1,33:1
- Genre : drame
- Durée : 113 minutes
- Date de sortie :
  - France : 2 avril 1926

## Distribution
- Jean Forest : Antoine Belot, dit Gribiche
- Françoise Rosay : Mme Edith Maranet
- Cécile Guyon : Anna Belot, la mère de Gribiche
- Rolla Norman : le contremaître Philippe Gavary
- Alice Tissot : l'institutrice anglaise
- Charles Barrois : Marcelin
- Andrée Canti : la gouvernante
- Victor Vina
- Hubert Daix : Vendrot
- Sylviane de Castillo
- Armand Dufour
- Major Heitner : le professeur de littérature
- Serge Otto
- Mme Surgères